# Valter Unefäldt
Anders Inge Valter Unefäldt, född 23 maj 1923 i Södra Unnaryds socken i Småland, död 29 maj 2011 i Södertälje, var en svensk författare och översättare. Valter Unefäldt var bror till författaren Gösta Unefäldt, tillsammans med vilken han skrev Polisen som vägrade svara som utkom 1979.

## Filmografi
- 1993 – Sagan om pappan som bakade prinsessor
- 1995 – Stannar du så springer jag

## Priser och utmärkelser
- Debutant-diplomet 1974 för Råttan på repet
- Sherlock-priset 1979 för Polisen som vägrade svara